# Blutsaugende Insekten

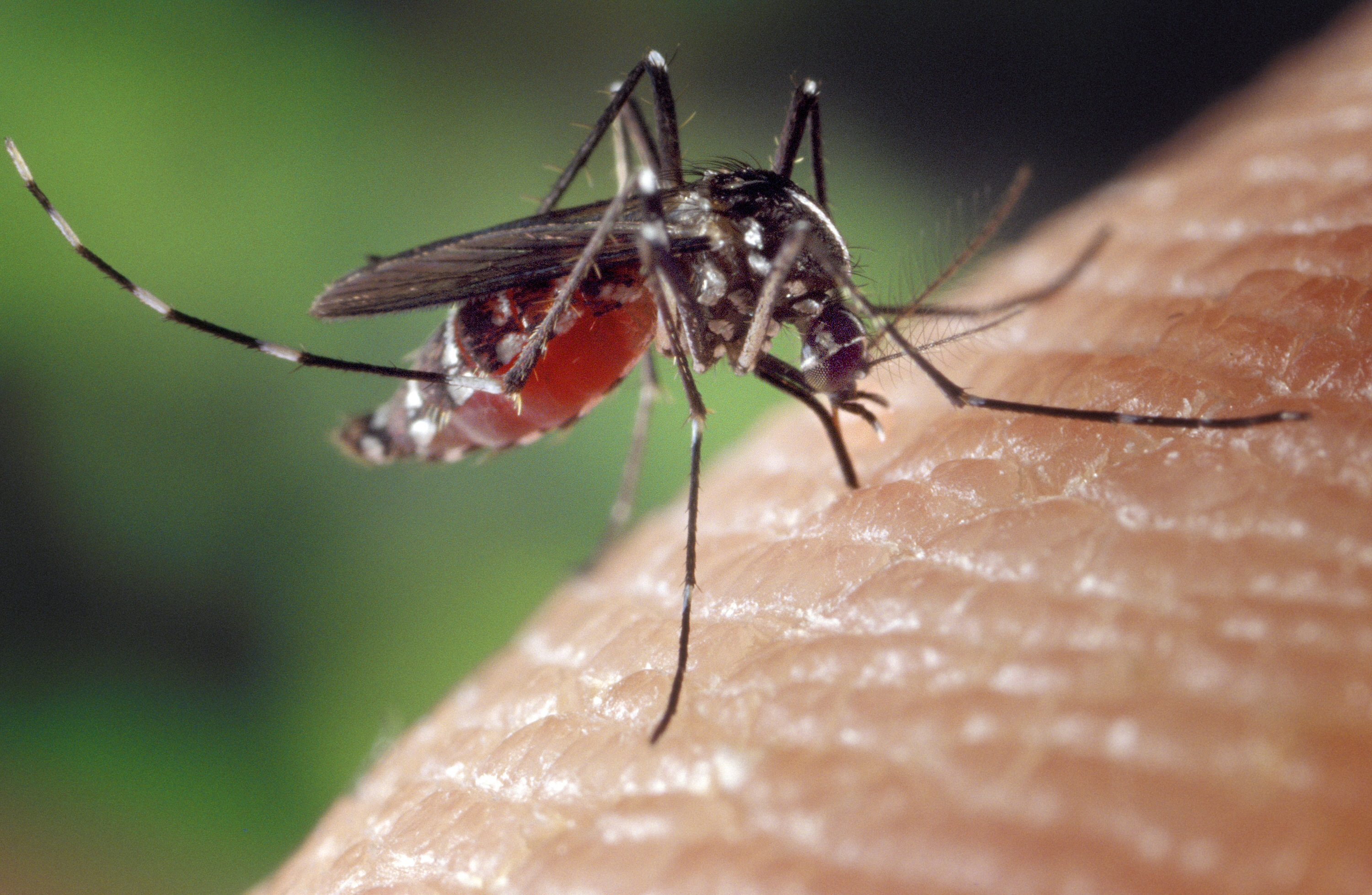
Die Asiatische Tigermücke (Stegomyia albopicta), unter anderem eine Überträgerin von Denguefieber und Chikungunya.

Blutsaugende Insekten sind etwa 14.000 Arten von hämatophagen Insekten aus ganz verschiedenen Ordnungen und Familien, deren Nahrung teilweise oder ausschließlich aus Blut anderer Lebewesen besteht. Sie bilden keine systematische Einheit, sondern eine Gruppe, deren Gemeinsamkeiten Ergebnis ähnlicher Lebensweise sind (Konvergenz). Zu den Nahrungsopfern zählen Reptilien, Vögel und Säugetiere und damit auch der Mensch; nur sehr selten sind Amphibien Wirtsarten, in einem einzigen Fall eine Fischart (die Stechmücke Uranotaenia lateralis beim Schlammspringer).

## Zugehörigkeit
Zu den blutsaugenden Insekten gehören (sortiert nach Ordnungen/Unterordnungen und Familien):
- Flöhe (Siphonaptera)
- Echte Tierläuse (Anoplura)
- wenige Wanzen
  - einige Raubwanzen (Reduviidae), Unterfamilie Triatominae
  - Plattwanzen (Cimicidae), z. B. die Gattung Cimex mit der Bettwanze (Cimex lectularius)
  - Polyctenidae. die wenigen Arten dieser Wanzenfamilie saugen ausschließlich an Fledermäusen
- einige Mücken
  - fast alle Stechmücken (Culicidae)
  - fast alle Kriebelmücken (Simuliidae)
  - einige Schmetterlingsmücken (Psychodidae), hauptsächlich aus der Gattung Sycorax und der Unterfamilie Sandmücken (Phlebotominae)
  - viele Gnitzen (Ceratopogonidae)
- einige Fliegen
  - Zungenfliegen (Glossinidae) mit der einzigen Gattung Tsetsefliegen (Glossina)
  - Bremsen (Tabanidae)
  - Lausfliegen (Hippoboscidae)
  - Fledermausfliegen (Nycteribiidae und Streblidae)
  - Schnepfenfliegen (Rhagionidae) der Gattung Symphoromyia
  - wenige echte Fliegen (Muscidae), zum Beispiel der Wadenstecher (Gemeine Stechfliege, Stomoxys calcitrans)
- wenige Schmetterlinge
  - einige Eulenfalterarten (Noctuidae) der Gattung Calyptra

Zecken (Ixodida) saugen ebenfalls Blut, gehören jedoch nicht zu den Insekten (Insecta), sondern zu den Spinnentieren (Arachnida).

## Merkmale
Kennzeichnend für alle blutsaugenden Insekten ist entweder ein Stechrüssel, mit dem die Haut des Wirtes durchstochen wird und als Saugrohr dient (Kapillarsauger) oder ein gröberes Mundwerkzeug, mit dem die Haut des Wirtes aufgerissen wird (Poolsauger). Der Bau der jeweils beteiligten Mundgliedmaßen ist je nach systematischer Zugehörigkeit sehr unterschiedlich. Neben den Mundwerkzeugen benötigen Blutsauger ein spezielles Repertoire von Enzymen zur Blutaufnahme und Verdauung. Voraussetzung sind beispielsweise Enzyme, die die Gerinnung des Bluts verhindern. Blut als Nahrungssubstanz weist eine Reihe von Schwierigkeiten auf, unter anderem ist die Häm-Komponente des Blutfarbstoffs Hämoglobin bei freiem Auftreten in hoher Konzentration ein Zellgift.
Unter den blutsaugenden Insekten lassen sich mehrere ökologisch abgrenzbare Gruppen unterscheiden:
- Bei einer Reihe von Familien der Zweiflügler (Stechmücken, Kriebelmücken, Gnitzen, Sandmücken, Bremsen) saugen ausschließlich die Weibchen Blut, um mit dieser energiereichen Zusatzkost ihre Eier ablegen zu können. Es handelt sich um fliegende Arten, die ihre Wirte nur kurzzeitig beim Stechvorgang (wenige Minuten) aufsuchen. Die Wirtsspezifität ist in der Regel gering, es kommen aber verbreitet Spezialisierungen auf Vögel oder Säugetiere als Gruppe vor. Der Saugvorgang und die Eiablage sind meist so miteinander koordiniert, dass eine Blutmahlzeit jeweils für ein Gelege ausreicht („gonotrophischer Zyklus“). Die Nahrungsaufnahme findet auch abhängig von der jeweiligen Art zu den unterschiedlichsten Tageszeiten statt, meist jedoch abseits einer intensiven Sonneneinstrahlung während der Morgen- bzw. Abenddämmerung oder in den Nachtstunden.
- Plattwanzen, blutsaugende Raubwanzen und viele Floharten leben regelmäßig in den Nestern und Bauten ihrer Wirte (einschließlich Ställe und menschliche Behausungen). Sie saugen meist häufiger an ihren Wirten, verlassen diese aber direkt nach dem Saugvorgang. Die Spezialisierung dieser Arten erfolgt meist eher an die Struktur und das Mikroklima des Nests als an die Wirtsart. In Erdhöhlen wohnende Säuger haben z. B. oft ähnliche Parasitenarten.
- Viele Lausfliegen und Fledermausfliegen und andere Floharten sind frei lebend, bleiben aber dauerhafter auf einem Wirt, sobald sie ihn gefunden haben. Einige verlassen ihn nur noch zur Verpuppung und Eiablage. Die Larven haben eine andere Lebensweise und saugen kein Blut.
- Permanente Ektoparasiten wie Tierläuse, einige Lausfliegen und auf Fledermäusen lebende Wanzen der Familie Polyctenidae verbringen ihr gesamtes Leben auf dem Wirt und legen hier auch ihre Eier ab. Neuinfektion ist nur durch direkten Körperkontakt möglich, da die Tiere abseits ihres Wirts rasch verhungern (manchmal bereits nach 6 Stunden). Permanente Ektoparasiten sind in der Regel hochgradig wirtsspezifisch. Viele Arten saugen bei längerem Hunger an Fehlwirten, können sich aber hier nicht entwickeln und gehen manchmal bereits nach einer Mahlzeit zugrunde.

## Blutsaugende Insekten als Krankheitsüberträger
Blutsaugende Insekten als Parasiten sind biologische und mechanische Überträger (Vektoren) von Viren, Bakterien, Einzellern und Mehrzellern und besitzen durch die ausgelösten Infektionskrankheiten eine besondere Bedeutung.
Für diese Erreger sind die blutsaugenden Insekten oft nicht der Hauptwirt, meist übertragen sie als Vektoren bzw. Zwischenwirt oder Transportwirt die Krankheitserreger unter den Hauptwirten des Erregerreservoirs und auf andere Nebenwirte.
Blutsaugende Insekten können als Vektoren auf zwei unterschiedlichen Wegen Krankheitserreger übertragen:

### Biologische Übertragung
Dieser spezifische Weg ist epidemiologisch bedeutsam und sofort auffällig.
Eine einzige, bestimmte Erregerart (manchmal auch mehrere) überlebt/en nach der Nahrungsaufnahme bei einer infizierten Person nur in einer speziellen Insektenart innerhalb des Insektenkörpers im aktiven Zustand, kann sich möglicherweise noch zusätzlich vermehren und/oder wandeln und infiziert bei der nächsten Nahrungsaufnahme desselben Insekts bei einer noch nicht infizierten Person dieses neue Opfer. Als biologische Überträger kommen damit in aller Regel nur diejenigen blutsaugenden Insekten in Betracht, bei denen in ihrem Körper eine Vermehrung der Erreger stattfindet, welche dann entweder nach Wanderung durch die Hämolymphe in den Speichel vor Beginn der Blutaufnahme bei der Speichelabgabe, oder nach Entwicklung im Darm durch Regurgitation vor oder während der Blutaufnahme in das auszusaugende Opfer abgegeben werden.
Grundsätzlich gilt also auf diesem Wege, dass blutsaugende Insekten nur jeweils ihre/n speziellen Erreger übertragen können.
Beispiele: Per Mückenstich übertragene Viren sind in Europa das Sandfliegen-Virus und das Sindbis-Virus. In Nordamerika ist die Gemeine Stechmücke (Culex pipiens) als biologischer Überträger = Vektor des West-Nil-Virus festgestellt. In den Tropen sind jedoch jeweils verschiedene Stechmücken/Moskitos als biologische Überträger diverser Erreger und der von ihnen ausgelösten Erkrankungen bei Mensch (und Tier) bekannt.

### Mechanische Übertragung
Dieser Übertragungsweg ist in der Regel sehr unspezifisch.
Potentiell ist, wie bei allen Vektoren, auch eine mechanische Übertragung aller möglichen Erreger hier durch die äußere und innere Kontamination der Proboscis (des Stech-, Saugrüssel) blutsaugender Insekten möglich, wenn das Insekt während der Nahrungsaufnahme bei einer infizierten Person gestört wird und alsbald auf einer anderen nicht infizierten Person weitersaugt. Nach heutigem Kenntnisstand ist zu erwarten, dass diese Übertragungsmöglichkeit wenn überhaupt nur in Populationen mit sehr hoher Erregerverbreitung gelegentlich auftreten kann.
Dieser Übertragungsweg entspricht dem der Infektion per Nadelstichverletzung bzw. mehrfach hintereinander genutzter Injektionskanülen ohne zwischenzeitliche Sterilisation, jedoch in einer anderen Größenordnung. Rein theoretisch kann die Übertragung eines einzigen Erregers auf diesem Wege eine Infizierung bewirken. In der Praxis ist jedoch eine ausreichende Mindestmenge von Erregern für eine Infektion erforderlich. Ob diese Mindestmenge z. B. bei einer Kontamination der Moskitoproboscis allein erreicht werden kann, ist fraglich.
Ausreichende Größenverhältnisse für eine mechanische Übertragung diverser Erreger sind jedoch bei den nachtaktiven, blutsaugenden Schmetterlings-, Falterarten Calyptra eustrigata, Calyptra labilis, Calyptra minuticornis, Calyptra orthograpta und Calyptra thalictri der Familie Noctuidae und Ordnung Lepidoptera aus Süd-Ost-Asien durchaus gegeben. Mit seiner vom Saug- zum Stechrüssel umgeformten Proboscis dringen diese Falter bis zu sieben Millimeter tief in die Haut von Säugetieren, auch Menschen, ein und saugen danach bis maximal eine Stunde lang das Blut. Sie sind bei Abwehrbewegungen jederzeit bereit, noch vor Erreichen der Sättigung ihr Opfer zu verlassen, um alsbald bei einem neuen die Nahrungsaufnahme fortzusetzen.
Andere Schmetterlingsarten wie Lobocraspis griseifulva, Arcyophora spp. und Filodes fulvidorsalis der Familien Pyralidae, Noctuidae und Geometridae aus Afrika, Brasilien und Süd-Ost-Asien nehmen Tränenflüssigkeit bei Säugetieren und Menschen auf. Mit ihrer an der Außenseite rauen Saugproboscis reiben sie am Augapfel, um ein Ansteigen der Tränenproduktion hervorzurufen und können dem Augapfel dabei auch leichte Verletzungen zufügen. Alle diese Falterarten sind damit eindeutig auch als mechanische Überträger diverser Erreger erkannt. Selbst eine Übertragungsmöglichkeit von HIV wird diskutiert.
Weiterhin wurde schon 1965 von Luedke et al. eine rein mechanische Übertragung des Blauzungenvirus durch Arthropoden wie z. B. durch die Schaflausfliege (Melophagus ovinus) nachgewiesen.
Kenneth Gage et al. vom National Center for Infectious Diseases haben beim Menschenfloh (Pulex irritans) die gelegentliche mechanische Übertragung des Beulenpesterregers, das Bakterium Yersinia pestis, aufgezeigt.
Nicht nur in Afrika sind Bremsen durch ihren Stich auch für die mechanische Übertragung von Milzbrand, Weilsche Krankheit und Tularämie auf den Menschen verantwortlich. Da im Besonderen Pferdebremsen (Tabanus sudeticus) und Wadenstecher (Stomoxys) das zu den Lentiviren gehörende EIA-Virus auf mechanischen Wege übertragen können, besteht auch eine theoretische Möglichkeit, dass durch diese großen blutsaugenden Insekten das ebenfalls zur selben Gattung gehörende HI-Virus auf diesem Wege übertragen werden kann. Der Saugrüssel dieser Insektenarten ist groß genug, auch diese Virenart in für eine Infektion ausreichender Menge jeweils wie in einer Injektionskanüle innen und außen vorübergehend zu speichern. Allerdings sind beim HI-Virus bisher keine derartigen Übertragungsfälle bekannt geworden.